# Todor Nedelew
Todor Nedelew (bułg. Тодор Неделев; ur. 7 lutego 1993 w Płowdiwie) – bułgarski piłkarz występujący na pozycji pomocnika w FSV Mainz.

## Kariera
W 2004 Nedelew trafił do akademii piłkarskiej Botew 2002. 27 czerwca 2011 roku podpisał profesjonalny kontrakt z Botewem Płowdiw. 13 sierpnia Nedelew zadebiutował w barwach klubu podczas wygranego 1:0 ligowego spotkania z Dobrudżą Dobricz, gdy w 70. minucie pojawił się na boisku. Tydzień później w meczu ze Spartakiem Warna po raz pierwszy wyszedł w wyjściowym składzie. 3 września Nedelew zdobył swoją pierwszą bramkę. Stało się to podczas zremisowanego 1:1 spotkania z Czernomorcem Pomorie. Ostatecznie rozgrywki 2011/12 zakończył z dorobkiem 23 rozegranych spotkań oraz 2 goli, zaś Botew awansował do bułgarskiej ekstraklasy. 11 sierpnia 2012 roku Nedelew rozegrał pierwsze spotkanie w najwyżej klasie rozgrywkowej, w którym zaliczył trzy asysty przy golach Iwana Tswetkowa, zaś Botew wygrał 3:0 ze Sławią Sofia. 19 grudnia Nedelew podpisał nową umowę z Botewem, która obowiązywać ma do 31 grudnia 2015 roku. Swój pierwszy sezon w ekstraklasie zakończył z dorobkiem 9 bramek oraz 12 asyst. 11 lipca 2013 roku Nedelew zdobył swojego pierwszego gola w europejskich pucharach. Dwukrotnie pokonał bramkarza Astany w spotkaniu pierwszej rundy eliminacji do Ligi Europy. 21 lipca w meczu inauguracyjnym nowego sezonu bułgarskiej ekstraklasy z Lewskim Sofia zdobył dwie bramki, a Botew wygrał 2:1.

## Linki zewnętrzne

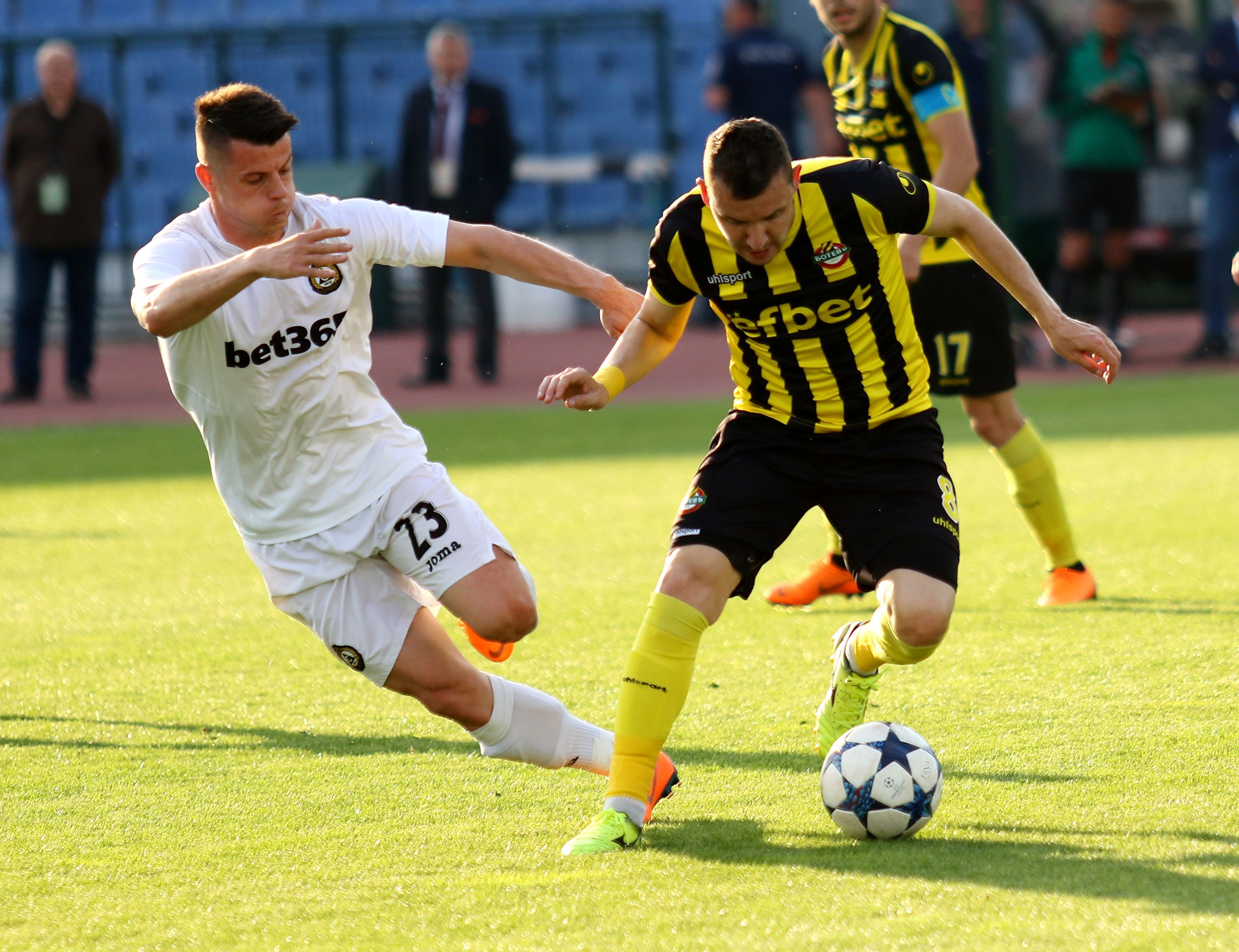

## Statystyki kariery
(aktualne na dzień 25 sierpnia 2013)
| Klub               | Sezon              | Liga               | Liga  | Liga   | Puchar Bułgarii | Puchar Bułgarii | Europa | Europa | Suma  | Suma   |
| Klub               | Sezon              | Liga               | Mecze | Bramki | Mecze           | Bramki          | Mecze  | Bramki | Mecze | Bramki |
| ------------------ | ------------------ | ------------------ | ----- | ------ | --------------- | --------------- | ------ | ------ | ----- | ------ |
| Botew Płowdiw      | 2011/12            | Grupa B            | 23    | 2      | 2               | 0               | –      | –      | 25    | 2      |
| Botew Płowdiw      | 2012/13            | Grupa A            | 29    | 9      | 1               | 0               | –      | –      | 30    | 9      |
| Botew Płowdiw      | 2013/14            | Grupa A            | 6     | 5      | 0               | 0               | 5      | 3      | 11    | 8      |
| Ogólnie w karierze | Ogólnie w karierze | Ogólnie w karierze | 58    | 16     | 3               | 0               | 5      | 3      | 66    | 19     |